# Raión de Známenskoye (Oriol)
El raión de Známenskoye (ruso: Зна́менский райо́н) es un distrito administrativo y municipal (raión) ruso perteneciente a la óblast de Oriol. Se ubica en el noroeste de la óblast. Su capital es Známenskoye.
En 2023, el raión tenía una población de 4253 habitantes.
El raión es limítrofe al noroeste con la óblast de Kaluga. Su territorio es completamente rural, y alberga la mitad nororiental del parque nacional Orlovskoye Polesye.

## Subdivisiones
Comprende 94 localidades rurales, agrupadas en los siguientes siete asentamientos rurales:
- Glótovo (sede del ayuntamiento en Gnezdílovo)
- Zhdimir
- Známenskoye (la capital distrital)
- Kóptevo
- Krasinkovo
- Sélijovo
- Úzkoye